# Chillarón del Rey
Chillarón del Rey település Spanyolországban, Guadalajara tartományban. Chillarón del Rey Durón, Mantiel, Pareja és Alocén községekkel határos. Lakosainak száma 84 fő (2024).

## Népesség
A település népessége az utóbbi években az alábbiak szerint változott:
| Lakosok száma | 123  | 121  | 117  | 123  | 124  | 108  | 110  | 88   | 84   | 84   |
|               | 2001 | 2004 | 2006 | 2009 | 2011 | 2014 | 2016 | 2019 | 2021 | 2024 |